# Gikuyu (taal)
Gikuyu (soms ook Kikuyu) is een Bantoetaal die voornamelijk gesproken wordt door de Kikuyu in Kenia. De Bantoetalen zijn de grootste ondergroep van de Niger-Congotalen. Gikuyu wordt door bijna zes miljoen mensen gesproken, vooral in het gebied tussen Nairobi en Nyeri (de provincie Kati). 
Het Gikuyu heeft verschillende dialecten, die onderling verstaanbaar zijn: Ndia, Zuid-Kikuyu, Mathira, Gichugu en Noord-Kikuyu.
In de film Star Wars: Episode VI: Return of the Jedi spreekt het personage Nien Nunb in de Kikuyu-taal. In het nummer Mwaki uit 2023 van de Braziliaanse DJ Zerb zingt de Keniaanse artieste Sofiya Nzau in het Kikuyu.